# Faïence de Delft

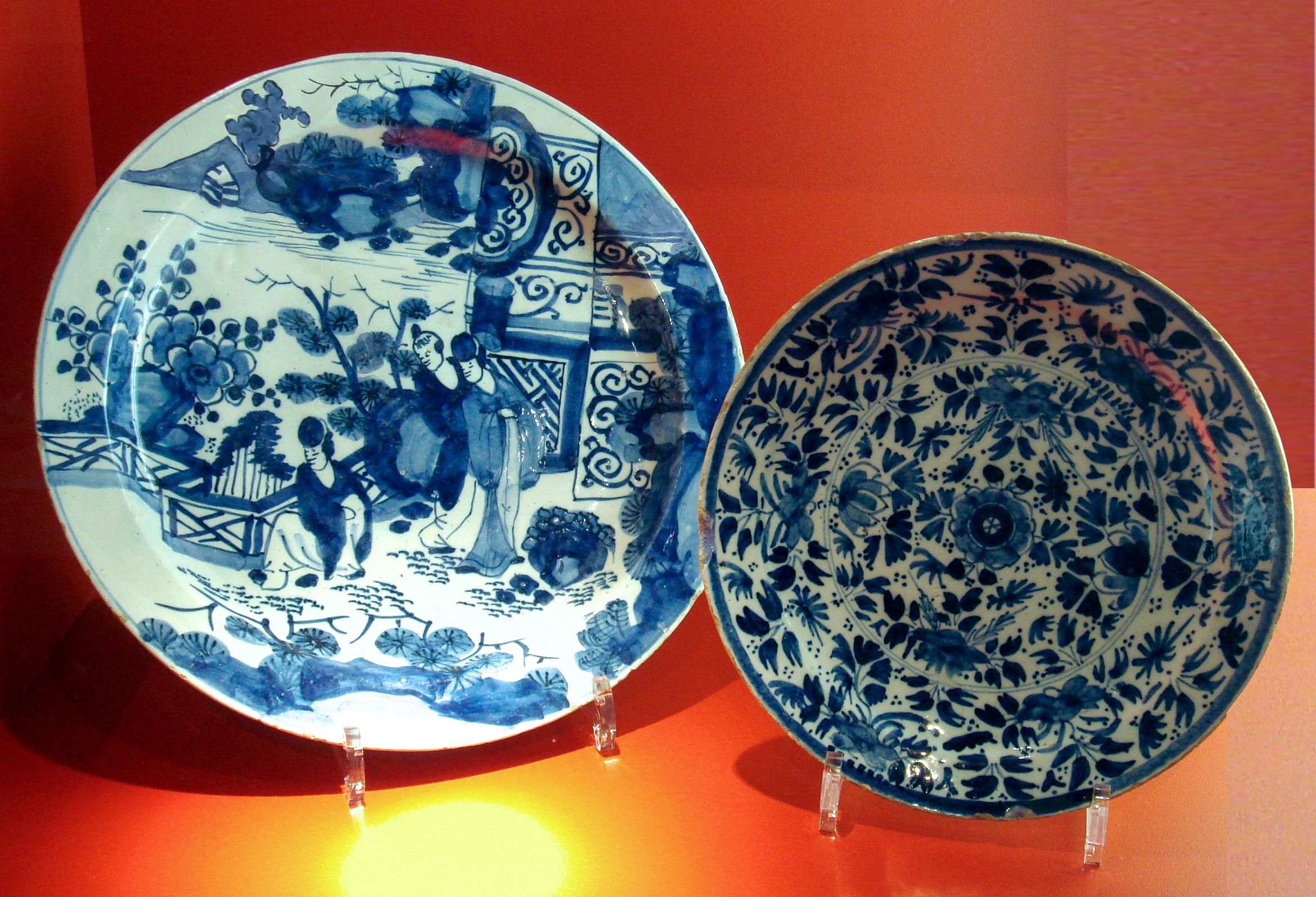
Assiettes de Delft, décor aux Chinoiseries, XVIIIe siècle. Musée Cognacq-Jay.

On nomme faïence de Delft ou bleu de Delft la production des manufactures néerlandaises dont la plupart étaient installées dans la région de Delft à partir du XVIIe siècle.
Les faïences de Delft acquirent leur notoriété grâce à la finesse des pièces, à la qualité de leur émaillage, et à la finesse de leurs décors peints. L'émail stannifère blanc utilisé permit aux faïenciers hollandais d'approcher l'aspect de la porcelaine chinoise, largement diffusée dans le pays grâce à la Compagnie néerlandaise des Indes orientales.

## Historique

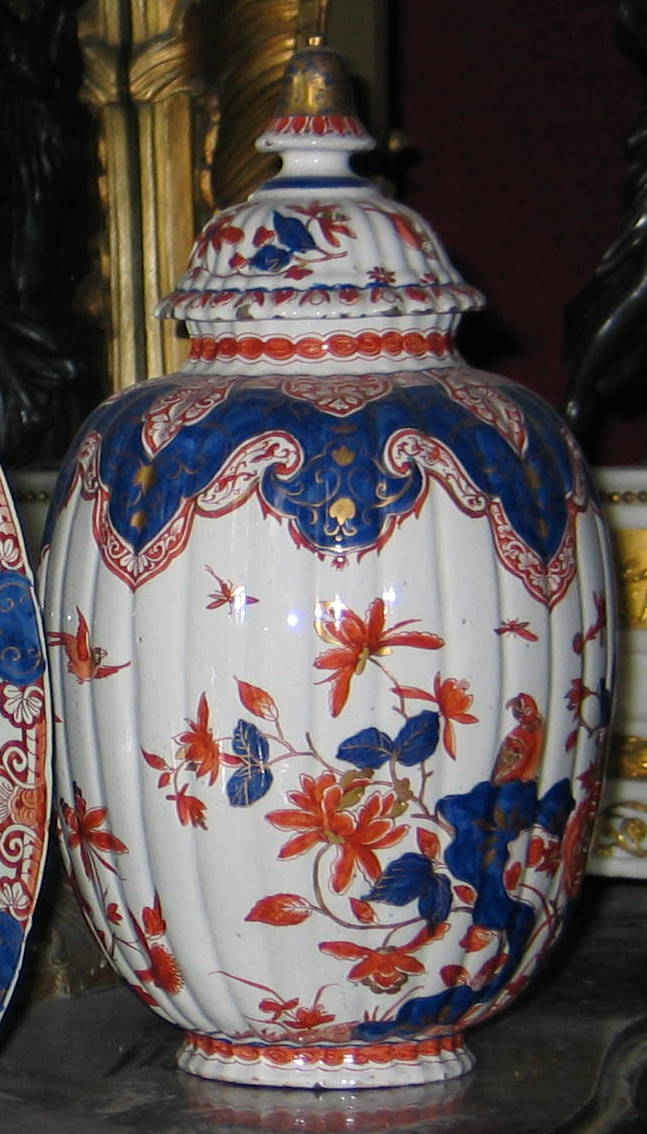
Ce vase, de style Delft doré, produit vers 1700/1720, est une imitation de la porcelaine d'Imari. Musée Geelvinck-Hinlopen

Les manufactures de faïences de Delft furent réputées à partir du début du XVIIe siècle. Des potiers italiens qui maîtrisaient les techniques de la majolique s'étaient installés à Anvers dès le début du XVIe siècle. La prise de la ville par les troupes de Philippe II en 1585 les poussa à quitter la ville, ravagée à l'issue d'un siège de treize mois. Plusieurs s'installèrent à Delft.
L'un des premiers potiers installés à Delft fut Hannen Pietersz, originaire de Haarlem. En 1600 il y fonda l'atelier de poterie "Les quatre Héros romains" (« De vier Romeinse Helden »). En 1611, il figure en qualité du plus ancien, sur la liste de la guilde de Saint-Luc fondée cette même année. Il décéda en 1616. La qualité de faïence de Delft datée la plus ancienne revient à une petite carafe à eau aromatique conservée au musée de Nienburg (Allemagne). Elle est datée de l'année 1609.
Ces différents potiers y produisaient ce qui fut appelé de façon erronée la Hollants Porceleyn. Cette céramique fine mais opaque était en réalité de la faïence et non de la porcelaine, les céramistes ne disposant pas du kaolin nécessaire à la production de véritable porcelaine.
L'essor du commerce avec l'Extrême-Orient, notamment grâce à la fondation en 1602 de la Compagnie néerlandaise des Indes orientales,ou VOC, permit l'arrivée massive des objets en porcelaine en Europe. Les potiers de Delft virent immédiatement le parti qu'ils pouvaient tirer de la similitude de leur pâte blanche avec les porcelaines chinoises. Lorsque, en 1647, de violents troubles politiques en Chine interrompirent le commerce de la Compagnie, les faïenciers de Delft prirent le relais et fournirent le marché en imitant avec soin la porcelaine chinoise.
Très logiquement, les premières pièces produites furent décorées de bleu à décor de chinoiseries, notamment le style Kraak. On ne connaît généralement des faïences de Delft que ces faïences blanches à décor bleu, appelé « Bleu de Delft ». Il existe cependant de nombreuses variétés de faïences de Delft aux motifs très colorés (rouge, vert, bleu ou jaune), le Delft polychrome, comme par exemple le motif Cachemire ou encore le Delft paysan ou Boeren Delftsch aux couleurs franches de grand feu. De même que les décors chinois des débuts laisseront place progressivement à des décors de fleurs et d'oiseaux. Le "Delfts Wit" ou Delft blanc est une production d'objets usuels, mais pas seulement, laissée sans décor.
En 1654, l'explosion d'une poudrière détruisit plusieurs brasseries de Delft. Les poteries saisirent l'opportunité pour récupérer de vastes locaux proches du centre de la ville. La production atteignit un tel niveau qu'en 1742, six moulins à vent de la région de Delft étaient spécifiquement chargés de moudre les oxydes métalliques et les minéraux nécessaires à la fabrication des émaux colorés, 17 fabriques lavaient et préparaient les terres le long du canal de Rotterdam.
La composition de la pâte utilisée par les faïenciers de Delft fut mise au point progressivement à partir d'un mélange de quatre terres : de la marne de la région de Tournai dans le Hainaut en Belgique ; de la terre de Muhlheim sur la rivière Rhur en Allemagne ; de la terre noire, et de "la terre de Delft".
Dans les années 1660 et 1670 plusieurs artisans de Delft, séduits par la perspective de meilleurs salaires ou par esprit d'entreprise, quittèrent Delft pour participer, grâce à leur savoir-faire, à la création de fabriques à l'étranger. Avant 1680, des faïenceries furent créées par des Hollandais à Gand, Hanau, Francfort, Saint-Cloud, Lambeth et Berlin.
Parmi les manufactures les plus connues on citera celles de La Rose, L'A Grec, Le Pot de Fleurs, La Griffe de Porcelaine, Les Trois Cloches ou Le Paon. Leurs signatures ont souvent été imitées par la suite sur des copies françaises récentes, notamment à Desvres.
Peu avant 1675, trois faïenciers de Delft se lancèrent dans l'imitation de théières chinoises en grès rouge, très recherchées: l'A Grec, le Pot de Métal, et Ary de Milde. Cette production néerlandaise connut une forte expansion de 1695 à 1725.
La manufacture De Koninklijke Porceleyne Fles (La Bouteille de Porcelaine) ou « Royal Delft », fondée en 1653, est la plus ancienne manufacture encore en activité.

## Les caractères stylistiques

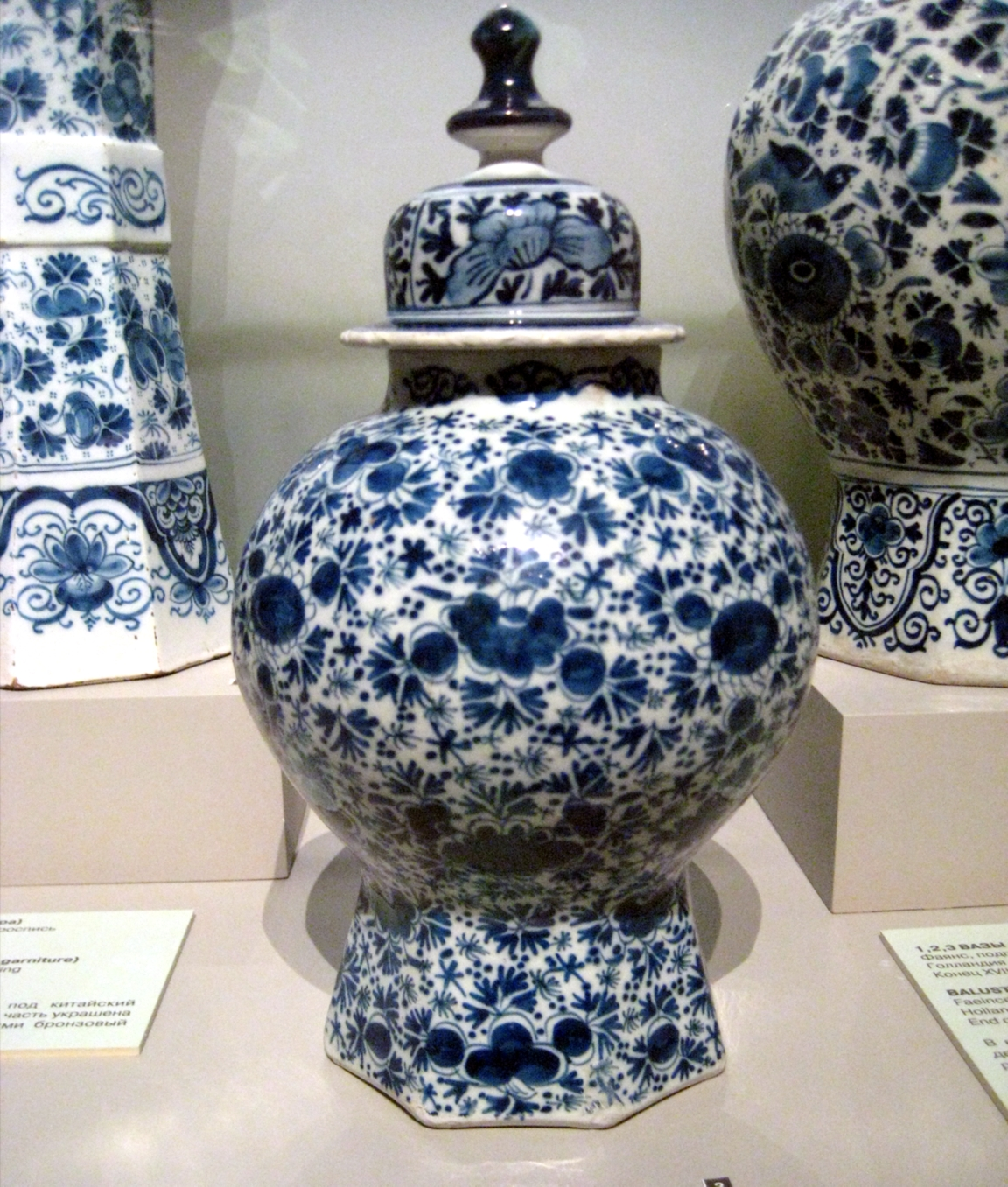
Vase de Delft au musée Pouchkine, Moscou

1. Le tesson : il est beige, parfois un peu rosé. Le tesson ne se voit que lorsque la pièce de faïence est cassée. Si le tesson est beige clair, c'est en particulier parce que la terre utilisée a une faible teneur en oxyde de fer. Ainsi lors de la cuisson la terre ne rougit pas et ressemble d'autant plus aux terres utilisées pour les pâtes à porcelaine.
Le façonnage pouvait être très minutieux, certaines pièces de faïences de Delft ne faisaient que 3 millimètres d'épaisseur. Les pièces à pâte fine étaient cuites une première fois (biscuitage). Les pièces étaient alors trempées dans un bain d'émail. Il suffisait d'une faible quantité d'émail pour recouvrir les pièces.
La surface des pièces en faïence de Delft comporte de minuscules trous comme si la pièce de faïence avait été piquée à l'aiguille ou que de très fines bulles avaient éclaté.
Les pièces comportent les marques des supports qui les soutenaient à l'intérieur des cazettes, ces récipients en terre cuite dans lesquels les pièces à cuire étaient empilées pour les protéger des projections de cendres.
2. La brillance : l'émail contient du plomb, de l'étain calciné, du fondant de faïencier avec du sel et du sable en grandes quantités pour ressembler le plus possible à de la porcelaine. Sur l'émail est ajoutée une couche supplémentaire le kwaart qui est une solution de plomb qui se solidifie comme du verre après une cuisson aux abords de 980 degrés Celsius.
3. La surface est lisse :  l'émail est dur et les pièces de Delft ne souffrent pas d'écaillage de l'émail, sa vitrification le rendant solidaire du tesson.
4. Les décors : les décors sont peints au pinceau sur l'émail humide (décor « de grand feu »). Les décors sont reportés à l'aide d'un poncif (calque à petits trous). Les poncifs étant saupoudrés de poussière de charbon de bois, ce qui laisse un léger pointillé qui guide le peintre. Dès la fin du XVIIe siècle, le trek (une pointe fine) est parfois utilisé pour souligner les décors peints, ce trait fin souvent noir.
5. La couleur : le bleu est utilisé dans toutes ses nuances ; la profondeur des décors est donnée par des camaïeux de cette couleur. Les faïenciers appelaient aussi le bleu gris de lin. On note d'ailleurs avec la progression dans le temps de 1625 à 1680 que les bleus deviennent de plus en plus soutenus. Les autres couleurs que l'on trouve sont celles des porcelaines asiatiques rapportées par les Compagnies des Indes, c'est-à-dire le vert et le rouge.
6. Les fonds : très souvent le fond du décor de la faïence est un émail blanc. On trouve aussi des décors à fonds colorés, les Delft noirs par exemple, ainsi que marron (très répandus au XVIIIe siècle). Les Delfts bleus ont un fond bleu tirant sur le vert (un peu turquoise). Il existe aussi des pièces de faïence de Delft à fond complètement bicolore (souvent bleu et blanc).

## Les décors
Les décors sont souvent des motifs de végétaux, mais ils représentent aussi des scènes de vie à la campagne, des scènes bibliques, les armes et devises d'une famille, notamment la famille royale avec les "Delft orangistes" , des marines, des scenes d'inspiration chinoise (personnages, oiseaux, objets sacrés, de style Kraak , décors " aux foudres" ) ou des scènes galantes. On connaît aussi de rares pièces de faïences aux magnifiques décors de trompe-l'œil.

## Les types des faïences de Delft
La production de Delft se divise en deux branches : les pièces de forme et les carreaux.
Il existe aussi une production de Delft blanc, le Delfts Wit, sans décor, sous la forme d'objets du quotidien, souvent des cruches ou pichets à couvercle d'étain ou d'argent: On en voit de nombreux exemples dans les tableaux de Vermeer (Le Verre de vin, La jeune fille au verre de vin, Une jeune fille assoupie, La leçon de musique).
- Les pièces de forme:
- Les services de table : plats et assiettes sont des pièces très répandues ;
- Les vases : à goulots ou de garniture, certains sont à anses et ressemblent à des cruches à eau ;
- Les vases couverts ou potiches;
- Les pichets ou cruches à vin, souvent à couvercle d'argent ou d'étain;
- Les statues : ce sont d'abord des personnages célèbres et des bustes, puis au XVIIIe siècle des personnages des rues, voire un bestiaire varié ;
- Les plaques murales : dont on peut voir de beaux exemples au musée de la céramique de Sèvres) ;
- Les tableaux : ces pièces étaient fixées dans des cadres de bois noir et pouvaient être de différentes formes : ovale ou rectangulaire ;
- Autres : cages à oiseaux, chandeliers, tulipières, pots à tabac, vaches, souvent polychromes, au XVIIIe siècle etc.

### Carreaux
Ils mesuraient en général entre 13 et 14 cm et comportaient un motif central (paysage, fleur, personnage, animal, etc.) et 4 petits motifs d'angle.
Un ensemble de carreaux formait parfois un tableau représentant un paysage, une scène de genre, une marine, ou le portrait d'un personnage célèbre.
Voir : la page Carreaux de Delft

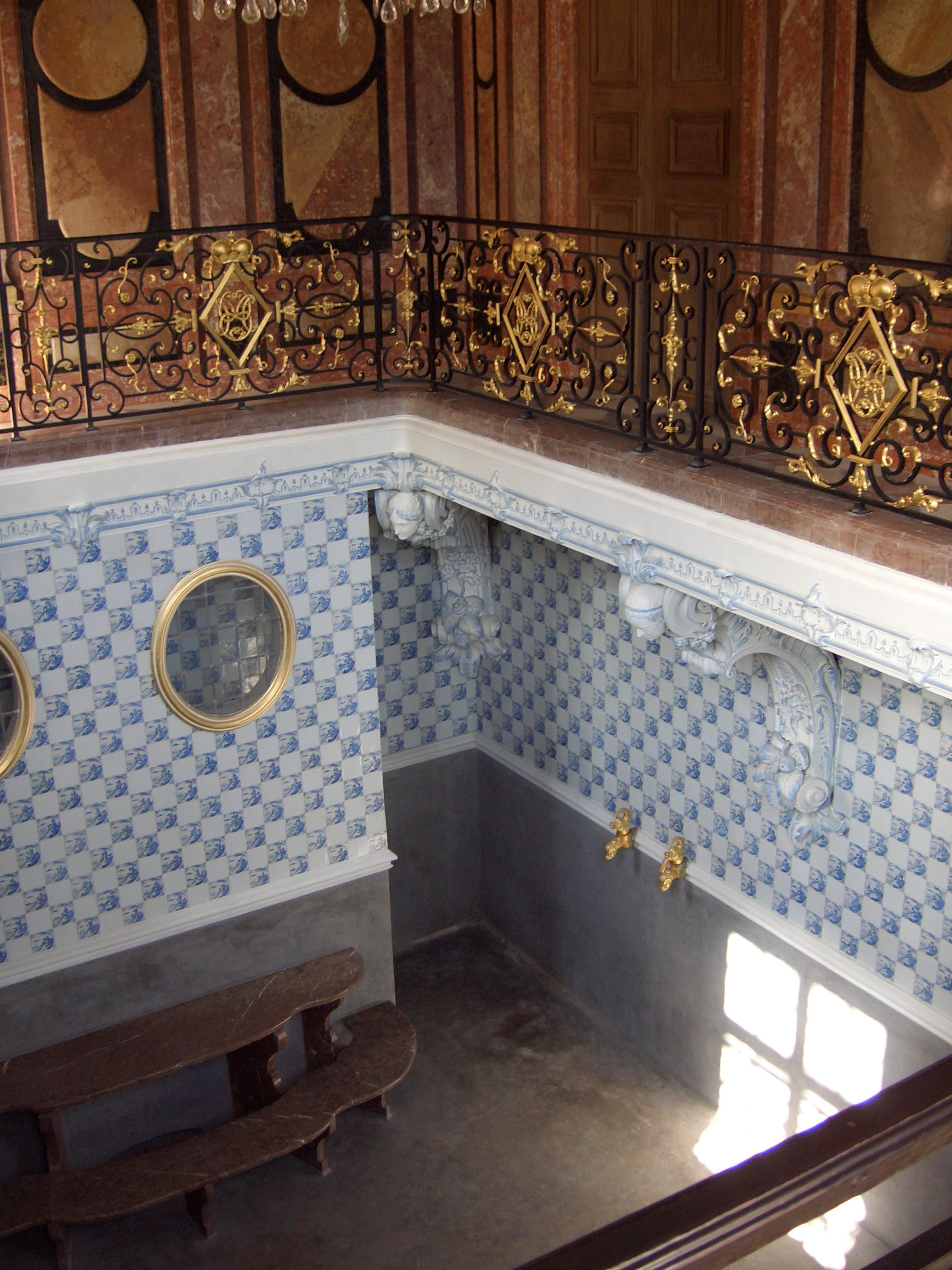
Piscine du château Nymphenburg, à Munich
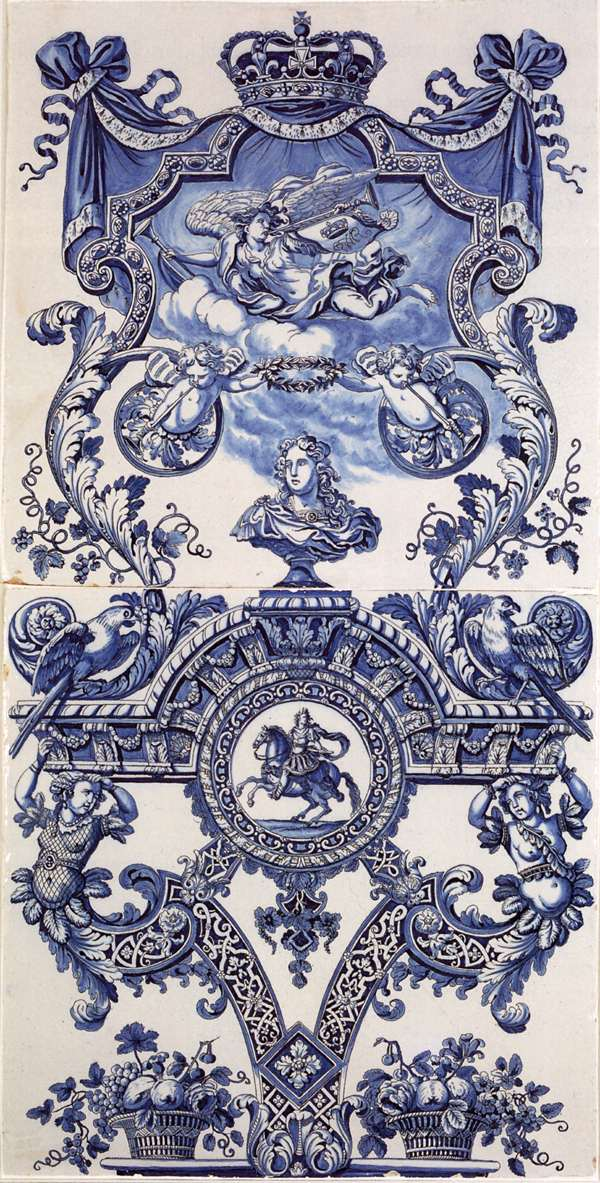
Grande plaque avec Guillaume III d'Angleterre
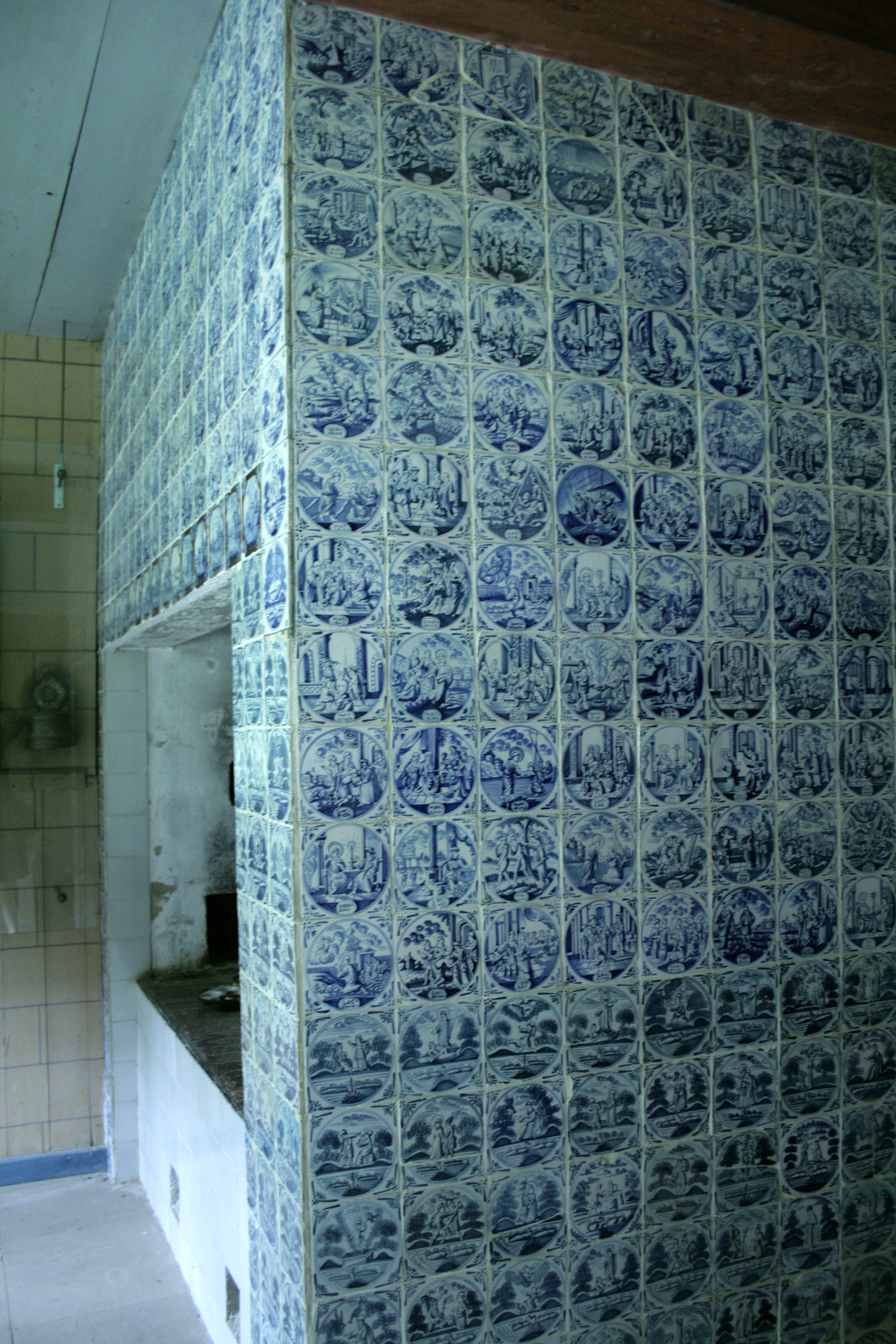
Carreaux avec scènes bibliques à l'Écomusée au Schleswig-Holstein (Allemagne)
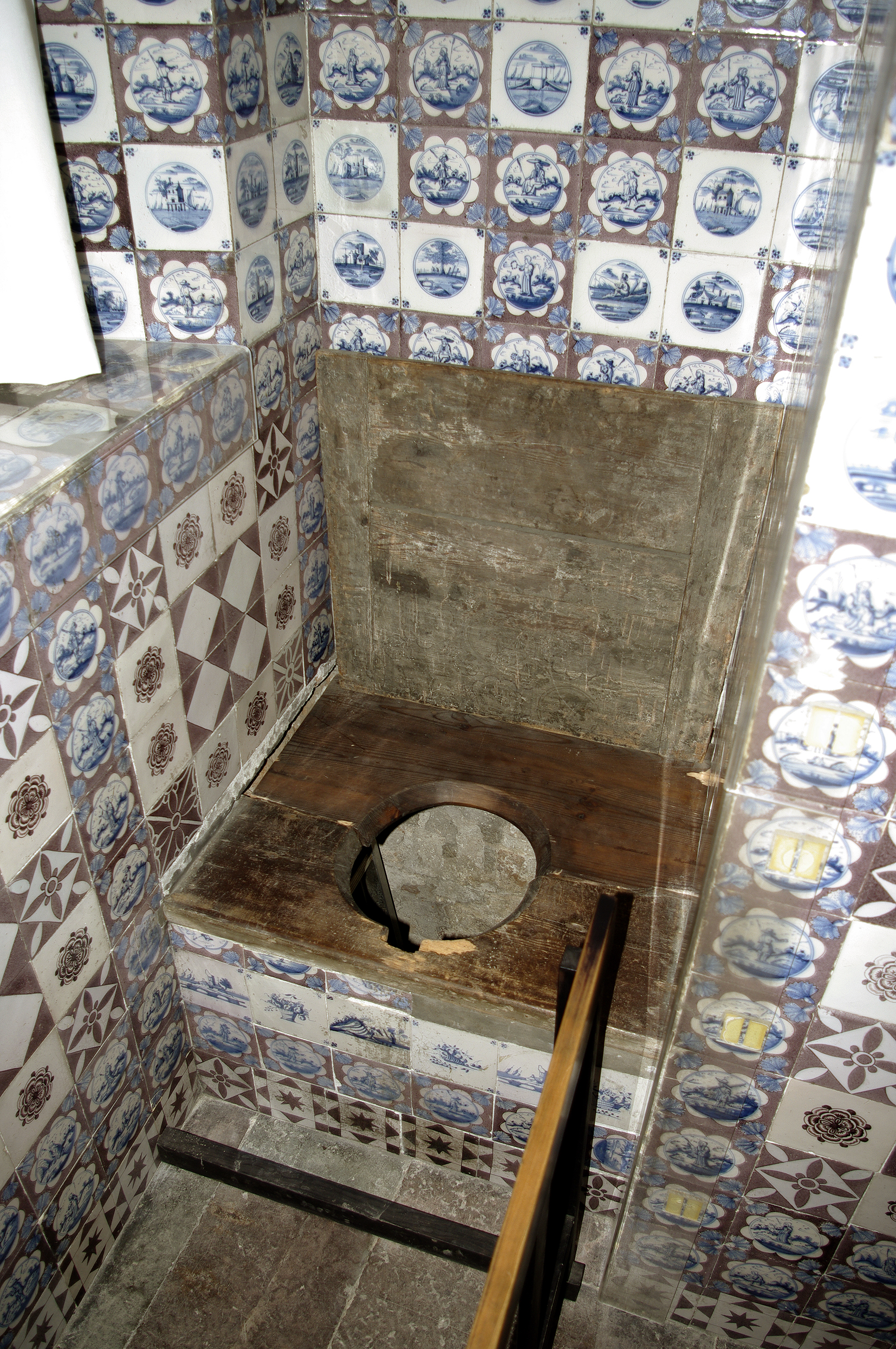
Toilettes du château de Rosenborg à Copenhague
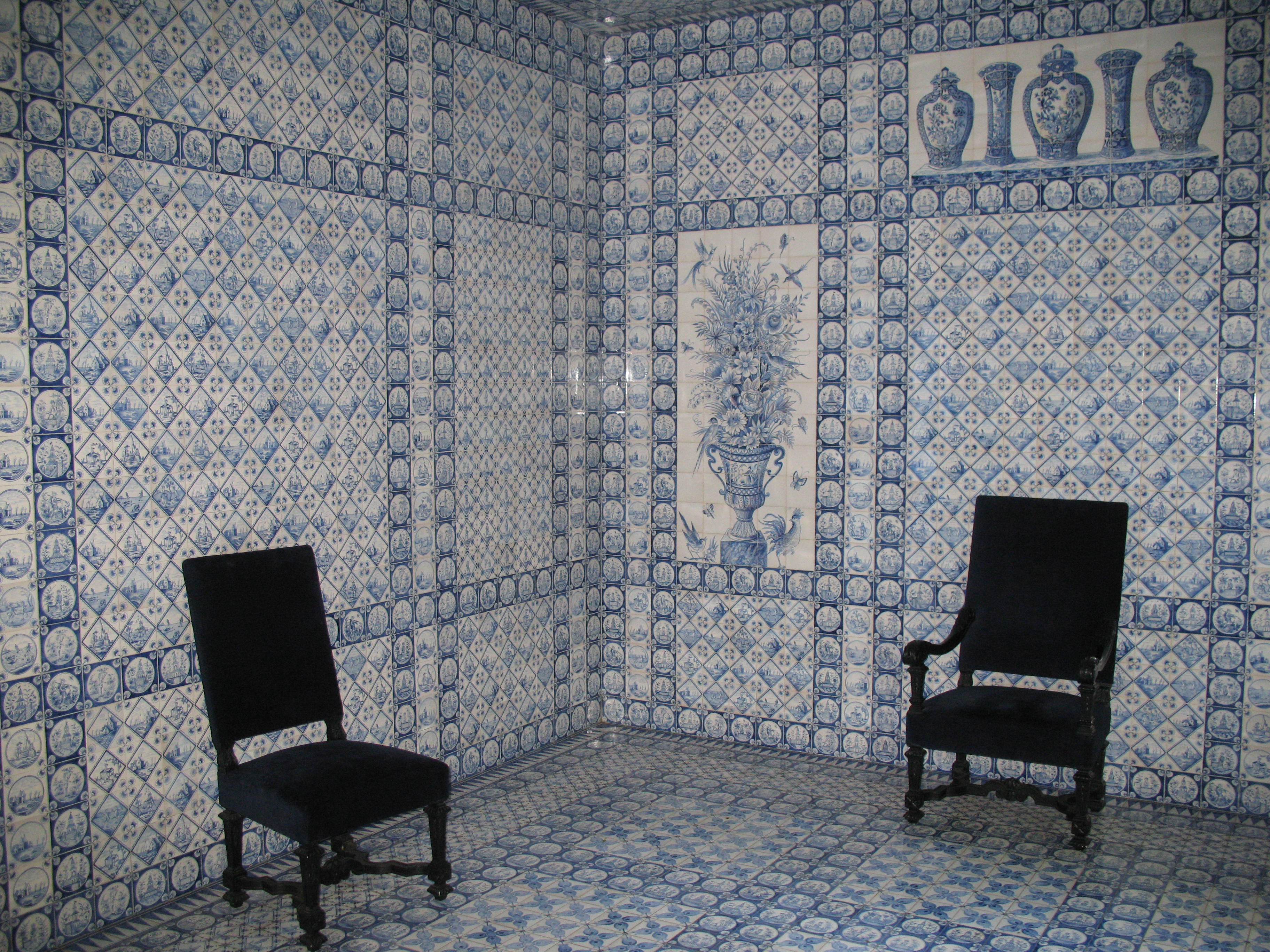
Château de Groussay à Montfort-l'Amaury : la tente tartare abrite 10.000 carreaux